# Agrotis sicula
Agrotis sicula là một loài bướm đêm trong họ Noctuidae.